# 1870

## Събития
- 3 януари – Започва строителството на Бруклинския мост в Ню Йорк.
- 27 февруари – Със султански ферман е учредена Българската екзархия.
- 19 юли – Избухва Френско-пруската война
- Германският археолог Хайнрих Шлиман започва разкопки в района на Чанаккале, Турция в търсене на Омировата Троя.

## Родени
- Арсо Локвички, български революционер
- Георги Тренев, български военен и революционер
- Джосая Спър, американски геолог и изследовател
- Димитър Ляпов, български революционер и публицист
- Тома Баялцалиев, български революционер
- Тугомир Алаупович, хърватски писател
- Фотий Пайотас, гръцки духовник
- 1 януари – Йосиф Великотърновски, български духовник
- 17 януари – Мария-Луиза Бурбон-Пармска, италианска принцеса и българска княгиня
- 25 януари – Жак Грюбер, френски художник и витражист
- 30 януари – Стефан Бончев, български геолог
- 31 януари – Ангел Букорещлиев, български композитор
- 7 февруари – Алфред Адлер, австрийски психолог
- 10 февруари – Стоян Аргиров, Български учен – филолог и създател на библиотечното дело
- 24 февруари – Теодор Гълъбов, български стенограф
- 5 март – Роза Люксембург, германски политик и икономист
- 9 март – Христо Чаракчиев, български военен деец
- 20 март – Паул фон Летов-Форбек, немски офицер
- 29 март – Павлос Мелас, гръцки военен и революционер
- 30 март – Иван Кепов, български учен
- 8 април – Анастас Лозанчев, български революционер
- 10 април – Владимир Ленин, руски революционер (нов стил 22 април)
- 30 април – Франц Лехар, унгарски композитор
- 1 май – Тома Пожарлиев, български революционер
- 21 май – Тодор Марков, български военен деец
- 6 юни – Ганчо Ценов, български историк
- 25 юни – Хари Оберхолсер, американски орнитолог
- 25 юли – Максфийлд Периш, американски художник
- 2 август – Константин Живков, български военен деец
- 7 август – Густав Круп фон Болен унд Халбах, немски индустриалец
- 18 август – Лавър Корнилов, Руски генерал
- 23 август – Йордан Пиперката, Български революционер
- 30 август – Александра Георгиевна, велика руска княгиня
- 7 септември – Александър Куприн, руски писател
- 23 септември – Крум Прокопов, български революционер
- 10 октомври – Иван Бунин, руски писател
- 21 ноември – Зигфрид Едстрьом, шведски предприемач
- 15 декември – Йозеф Хофман, австрийски архитект
- 15 декември – Рафаел Камхи, български революционер
- 31 декември – Мбах Гото, индонезийски дълголетник († 2017 г.)

## Починали
- Константин Павлов, български революционер
- 23 февруари – Ансън Бърлингейм, американски политик
- 16 април – Мария-Каролина от Двете Сицилии, херцогиня дьо Бери
- 9 юни – Чарлз Дикенс, английски писател
- 8 юли – Георгиос Ласанис,
- 22 юли – Йозеф Щраус, австрийски композитор
- 23 септември – Проспер Мериме, френски писател и драматург
- 12 октомври – Робърт Лий, генерал от Армията на Конфедерацията по време на Американската гражданска война
- 19 октомври – Имре Фривалдски, унгарски ботаник
- 24 ноември – Лотреамон, френски поет
- 28 ноември – Фредерик Базил, френски художник
- 5 декември – Александър Дюма – баща
- 17 декември – Саверио Меркаданте, италиански композитор
- 30 декември – Хуан Прим, испански генерал

Вижте също:
- календара за тази година